# Raik Werner
Raik Werner (* 5. Mai 1973) ist ein deutscher Jurist. Er ist seit dem 1. Dezember 2021 Richter am Bundesgerichtshof.

## Leben und Wirken
Werner war nach dem Abschluss seiner juristischen Ausbildung zunächst für eineinhalb Jahre als wissenschaftlicher Angestellter an der Ludwig-Maximilians-Universität München, anschließend für zwei Jahre als Regierungsrat im Bayerischen Staatsministerium der Justiz tätig. Im April 2003 trat er in den Justizdienst des Freistaates Bayern ein und war als Staatsanwalt bei der Staatsanwaltschaft München I eingesetzt. Im März 2004 kehrte er als Regierungsrat für weitere viereinhalb Jahre an das Bayerische Staatsministerium der Justiz zurück. 2005 erfolgte seine Ernennung zum Oberregierungsrat, 2008 zum Regierungsdirektor. Von November 2008 bis Oktober 2010 war Werner als Akademischer Direktor im Bereich des Strafrechts an der Ludwig-Maximilians-Universität München tätig. Anschließend übernahm er als Regierungsdirektor die Leitung des Referats für materielles Strafrecht im Bayerischen Staatsministerium der Justiz. 2012 erfolgte seine Ernennung zum Ministerialrat. Ab Januar 2013 war er für ein Jahr als Richter am Landgericht München I tätig. Im Januar 2014 übernahm er die Leitung des Referats für Ausbildung, Fortbildung und Prüfungsrecht im Bayerischen Staatsministerium der Justiz. Im November 2016 wurde er zum Richter am Oberlandesgericht München ernannt. In der Zeit von Februar bis November 2019 war er von dort mit anteiliger Arbeitskraft als wissenschaftlicher Mitarbeiter an das Bayerische Oberste Landesgericht abgeordnet. Werner ist promoviert.
Das Präsidium des Bundesgerichtshofs wies Werner dem 5. (Leipziger) Strafsenat zu, der für Revisionen in Strafsachen aus dem Bezirk des Kammergerichts und den Bezirken der Oberlandesgerichte Bremen, Dresden, Hamburg und Schleswig zuständig ist.